# متحف إسبو للفن الحديث

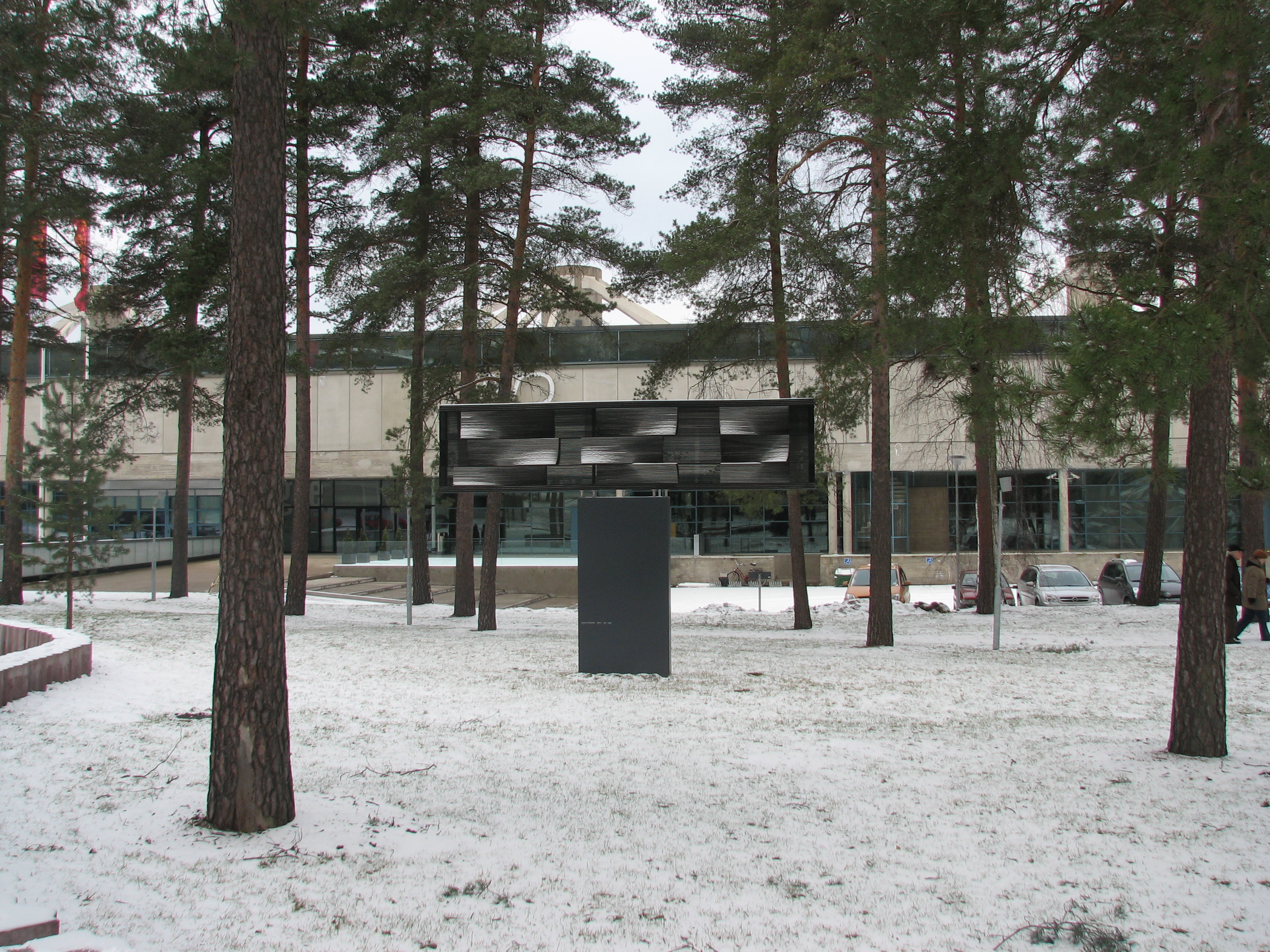

متحف إسبو للفن الحديث (EMMA – Espoo Museum of Modern Art) هو متحف للفن الحديث يقع في مدينة إسبو، جنوب فنلندا. بعد تأسيس مؤسسة إسبو للفن الحديث في سبتمبر 2002، افتتح المتحف أبوابه للزوار في عام 2006.
يقدم المعرض مجموعة فنية مختارة دائمة من مؤسسة The Saastamoinen Foundation Art بالإضافة إلى مجموعات أخرى مختارة لمعارض داخلية ودولية متغيرة.